# Hidrogénacetiléndikarboxilát
A hidrogénacetiléndikarboxilát (rövidítve Hadc vagy HADC) egyértékű anion, képlete C4HO−4 vagy HO2C−C≡C−CO2−. Keletkezhet protonvesztéssel acetiléndikarbonsavból, vagy protonfelvétellel acetiléndikarboxilátból. Amfoter ion: savas környezetben felvehet egy protont, de lúgos környezetben le is adhat egyet.
Konjugált savját először E. Bandrowski szintetizálta 1877-ben. Sói a kristálytanban jelentősek, mivel bennük szokatlanul erős és rövid hidrogénkötések találhatók.
Számos kristályos sójában (a lítiumsó kivételével) a HADC egységeket erős hidrogénkötések rendezik lineáris láncokba. Az egyes karboxilcsoportok általában síkalkatúak, de két csoport egymáshoz képest különböző síkben fekhet, mivel a C−C kötés mentén elfordulhatnak egymáshoz képest. A két karboxilcsoport a kristályvizes NaHC4O4·2H2O és CsHC4O4·2H2O sókban egy síkban található (koplanáris), közel egy síkban van a [C(NH2)3]+ · C4HO4− guanidiniumsóban, de más sókban, például a vízmentes KHC4O4-ban 60 fokkal vagy még nagyobb szöggel el vannak fordulva egymáshoz képest.

## Fordítás
Ez a szócikk részben vagy egészben  a   Hydrogenacetylenedicarboxylate című angol Wikipédia-szócikk ezen változatának fordításán alapul.  Az eredeti cikk szerkesztőit annak laptörténete sorolja fel. Ez a jelzés csupán a megfogalmazás eredetét és a szerzői jogokat jelzi, nem szolgál a cikkben szereplő információk forrásmegjelöléseként.